# Khayelitsha
Khayelitsha è una township nella municipalità metropolitana di Città del Capo, che si trova sulle Cape Flats. Si presenta come un miscuglio di baraccopoli. Il nome significa "Casa Nuova" nella lingua xhosa.
Negli anni cinquanta, le città sudafricane vengono dichiarate "zone bianche" dal governo bianco. I neri non potevano abitare nelle città, e tutti i neri e i meticci del Capo dovettero traslocare nelle Cape Flats, fuori del quartiere cittadino. Furono applicate forme di controllo dell'afflusso che limitarono gli arrivi delle xhosa dal Transkei e da altre regioni del Capo Orientale. Al termine dell'apartheid, nel 1994, migliaia di persone giunsero a Khayelitsha per trovare lavoro.
Khayelitsha è la terza più grande township, dopo quella di Soweto e di Sharpeville vicino a Johannesburg. Vi sono circa un milione di abitanti. Gli abitanti di Khayelitsha sono al 90% neri, e al 10% musulmani coloured ("Cape Malay").
La lingua prevalente è lo xhosa.